# Manfred Matuschewski
Manfred Matuschewski (ur. 2 września 1939 w Weimarze) – wschodnioniemiecki lekkoatleta, specjalizujący się w biegu na 800 metrów.
Dwukrotnie był mistrzem Europy na 800 m: w Belgradzie 1962 i w  Budapeszcie 1966, a w Atenach 1969 zdobył brązowy medal.
Finalista biegu na 800 m na Igrzyskach Olimpijskich w Rzymie 1960 (6. miejsce).
Był rekordzistą świata w sztafecie 4 × 1500 metrów z czasem 14:58.0 (23 lipca 1963 w Poczdamie, skład: Matuschewski, Jürgen May, Siegfried Herrmann, Siegfried Valentin).
Siedemnaście razy zdobywał mistrzostwo NRD w biegach na 800 m i 1500 m oraz w sztafetach 4 × 800 m i 3 × 1000 m.